# Augustus O. Stanley
Augustus Owsley Stanley I (21 de maio de 1867 — 12 de agosto de 1958) foi um político norte-americano originário do estado do Kentucky. Membro do Partido Democrata, foi 38.° governador do Kentucky, e também representou o estado, tanto na Câmara dos Representantes dos Estados Unidos e do Senado norte-americano. De 1903 a 1915, Stanley representou o 2º distrito congressional de Kentucky na Câmara dos Representantes, onde ganhou uma reputação como um reformista progressista. Começando em 1904, ele pediu uma investigação anti-trust da American Tobacco Company, alegando que eles eram um monopólio que forçou a baixa dos preços para os produtores de tabaco de seu distrito. Como resultado de sua investigação, o Supremo Tribunal dos Estados Unidos acabou com a American Tobacco Company em 1911. Stanley também presidiu uma comissão que conduziu uma investigação anti-trust contra a United States Steel, que lhe trouxe reconhecimento nacional. Muitas de suas ideias foram incorporadas à Lei Antitruste Clayton.
Durante uma tentativa mal sucedida para o Senado em 1914, Stanley assumiu uma posição anti-prohibition (contra a lei-seca que proibia venda de bebidas alcoólicas). Esta questão acompanhou sua carreira política por mais de uma década e colocou-o em desacordo com J. C. W. Beckham, o líder da fação pro-temperance (movimento a favor da expansão da lei-seca) do Partido Democrata do Estado. Em 1915 Stanley concorreu para governador, derrotando seu amigo Edwin P. Morrow por pouco mais de 400 votos. Foi a eleição mais disputada para governador na história do Estado. O historiador Lowell H. Harrison qualificou a administração de Stanley como o ápice da Era Progressista em Kentucky. Entre as reformas adotadas durante o seu mandato estavam uma lei estadual anti-trust, uma campanha de reforma do financiamento das campanhas políticas (Campaign finance reform), bem como de uma lei trabalhista de compensação, que estabelecia um seguro pago ao trabalhador em caso de acidente em troca de acusação de negligência do empregador (workman's compensation law). Em 1918, Stanley foi escolhido como o candidato democrata para suceder o recentemente falecido senador Ollie M. James. Stanley foi eleito, mas não renunciou ao cargo de governador para assumir a vaga no Senado até maio de 1919 e cumpriu um exíguo e único mandato. Ele perdeu a reeleição para Frederic M. Sackett na avalanche republicana de 1924 e nunca mais ocupou um cargo eletivo. Morreu em Washington, D.C., em 12 de agosto de 1958.

## Início da vida
Augustus Owsley Stanley nasceu em Shelbyville, Kentucky em 21 de maio de 1867. Ele era o mais velho dos sete filhos de William e Amanda (Owsley) Stanley. Seu pai era um ministro dos Discípulos de Cristo e serviu como um juiz defensor (cargo na justiça militar) na equipe de Joseph E. Johnston no Exército dos Estados Confederados. Sua mãe era sobrinha do ex-governador do Kentucky William Owsley. Ele frequentou a Gordon Academy em Nicholasville, Kentucky e o Colégio de Mecânica e Agrícola do Kentucky (mais tarde, a Universidade de Kentucky), antes de graduar-se em Bacharelado de Artes no Centre College, em 1889. Tanto no Centre College como no Kentucky A&M, ele competiu no Concurso de oratória do Estado, tornando-se o único concorrente que representou duas instituições diferentes.
Um ano após a formatura, Stanley serviu como presidente da Faculdade Cristã de belas letras em Hustonville, Kentucky. No ano seguinte, ele foi diretor da Academia de Marion em Bradfordsville, após, ocupou por dois anos a mesma posição na Academia de Mackville, em Mackville. Enquanto ocupou estas posições também estudou direito com Gilbert Cassiday. Ele foi admitido para a prática jurídica em 1894, começando suas atividades em Flemingsburg, Kentucky.

## Carreira política
O primeiro empreendimento de Stanley na arena política foi em 1897, quando ele fez uma tentativa mal sucedida de se tornar Advogado-do-Condado de Fleming. Ele continuou sua prática jurídica em Flemingsburg até março de 1898, quando mudou-se para Henderson em razão de dificuldades financeiras. Ele serviu como um eleitor presidencial democrata na candidatura de William Jennings Bryan em 1900.

### Câmara dos Representantes
Em 1902 Stanley foi eleito como representante no Congresso dos Estados Unidos pelo 2º distrito de Kentucky. Durante seu mandato na Câmara, ele serviu no Comitê de Minas e Mineração, na Comissão de Territórios e na Comissão da Agricultura. Defendeu reformas progressistas como o estudo mais extenso de prevenção de acidentes de minas, a regulamentação do sistema ferroviário, uma lei de controle da pureza de alimentos e medicações, bem como uma jornada diária de trabalho de oito horas.
Na época da eleição de Stanley para a Câmara, a American Tobacco Company havia eliminado todos os seus concorrentes substanciais, quer por aquisição ou forçando-os para fora do mercado. A empresa aliou-se a companhia inglesa British tobacco para definir os preços do tabaco em todo o mundo. O representante Stanley saiu em defesa dos produtores de tabaco de seu distrito, tornando-se praticamente imbatível como candidato ao Congresso. No primeiro de seus cinco mandatos consecutivos, ele foi autor de um projeto de lei que revogou um opressivo imposto sobre o tabaco nacional, esperando que isso ajudasse a aumentar os preços para o tabaco não processado. O projeto foi derrotado pelos extensos esforços de lobby da American Tobacco Company. Em 1904 ele convenceu o Comitê de receita tributária para realizar audiências públicas sobre ações monopolistas da American Tobacco Company, mas as audiências não convenceram os legisladores a revogar o imposto, nem tomar medidas contra a American Tobacco Company.
Além de seus esforços legislativos em nome dos agricultores, Stanley também diretamente encorajou-os a organizar e manter suas culturas fora de mercado até que os preços melhoraram. Ele ajudou a elaborar o estatuto da Dark District Tobacco Planters Association. Alguns membros radicais do grupo conhecido como "Night Riders", usaram de violência para obrigar produtores ingressar na Associação, episódio que ficou conhecido como Black Patch Tobacco Wars (guerra contra os cartéis).
Finalmente, em 1909, Stanley anexou a sua proposta de revogação do imposto sobre o tabaco como um aditamento o Payne-Aldrich Tariff Act. O projeto de lei aprovado pela Câmara, mas o Senado rejeitou o aditamento de Stanley. O senador de Kentucky Ollie M. James reintroduziu a revogação na versão do projeto de lei do Senado, sendo mantida quando o projeto foi transformado em lei. A revogação resultou em preços mais elevados do tabaco, embora Stanley não estivesse sozinho nos esforços para obter a revogação aprovada, ele recebeu a maior parte dos créditos. Em 1911 a luta de Stanley contra a American Tobacco Company frutificou, quando a Suprema Corte verificou que houve violação de leis anti-trust então determinando que a empresa fosse desmembrada em empresas separadas. Tanto a revogação do imposto e da dissolução da American Tobacco ajudou a conter a violência perpetrada pelos Night Riders.
Stanley ganhou notoriedade nacional por suas ações contra a United States Steel. Em 1909 ele apresentou uma resolução solicitando uma investigação sobre a empresa, mas ficou esquecida no Comitê de Regimento Câmara. Uma segunda resolução, lançada em junho de 1910, foi aprovada na Câmara, mas foi ignorada pelo presidente William Howard Taft. Stanley introduziu uma resolução ainda mais forte no final daquele mês isso, mas foi igualmente esquecida pelo comitê. Após os republicanos perderem o controle da câmara em 1910 nas eleições para o Congresso, Stanley reintroduziu a sua resolução. O presidente da câmara Champ Clark nomeou-o como presidente de uma comissão de nove membros para investigar a U.S. Steel.
A investigação da comissão, durou de maio de 1911 a abril de 1912. Em seu relatório final, a comissão estava dividida em linhas partidárias. Stanley foi o autor do relatório da maioria que condenou alegada fixação de preços pela U.S. Steel e censurou o presidente Theodore Roosevelt por seu papel na compra da Tennessee Coal and Iron Company. O relatório da minoria, de autoria do republicano Augustus P. Gardner, absolveu Roosevelt e minimizou as acusações de fixação de preços. O relatório de Stanley também recomendou uma série de mudanças para fortalecer a Lei Sherman Antitruste. Apesar de suas recomendações não terem sido transformadas em leis durante o seu tempo na câmara, muitas delas acabaram por serem incluídas na Lei Clayton Antitruste.

### Candidatura senatorial de 1915

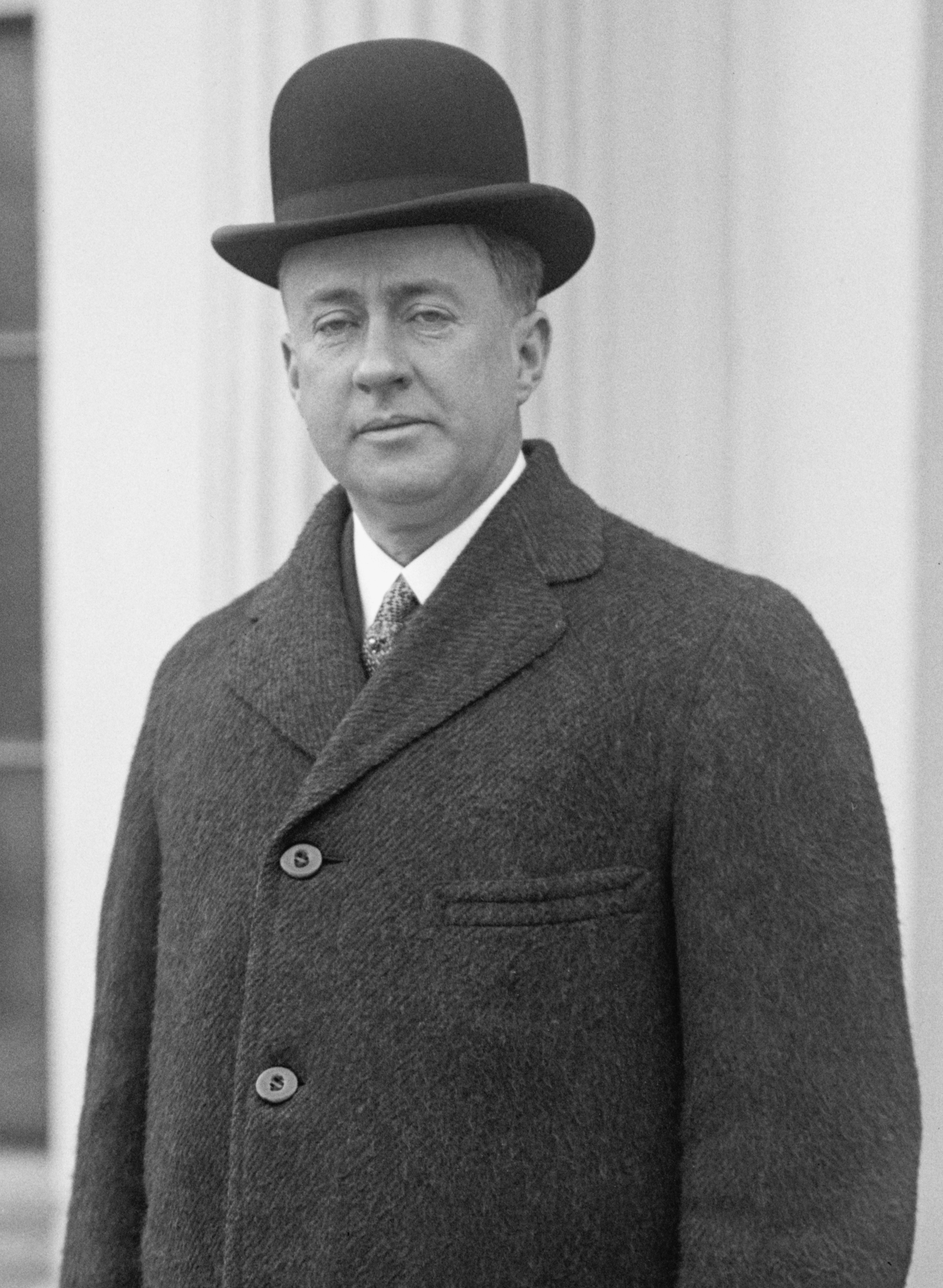
J. C. W. Beckham se tornou inimigo político de Stanley durante sua carreira política.

Apesar de não ter adversários fortes para a sua cadeira na Câmara, Stanley recusou-se a buscar a reeleição em 1915, optando por concorrer para um assento no Senado dos Estados Unidos. Ele foi um dos três democratas que disputaram a vaga, sendo os outros o governador James B. McCreary e o ex-governador J. C. W. Beckham. McCreary nunca foi um concorrente forte, então a campanha primária ficou centrada entre Stanley e Beckham, os líderes das duas maiores fações do Partido Democrata do estado. Ambos os candidatos possuíam grandes divergências. Stanley já havia rotulado Beckham como "um fungo crescido sobre o túmulo de Goebel", uma alusão ao companheiro de chapa de Beckham, o governador William Goebel, cujo assassinato em 1900 havia proporcionado a Beckham a possibilidade de chegar ao governo. Durante a campanha, Stanley criticou o uso de Beckham da máquina política, chamando o adversário de "O Pequeno Lord".
A lei seca (Prohibition) tornou-se a principal questão da campanha. Embora Stanley e Beckham serem conhecidos por beber licor, Beckham fez campanha com a plataforma pro-temperance (movimento a favor da lei-seca). Stanley, contrário à proibição, criticou a posição de Beckham como hipócrita, dizendo que os políticos do pro-temperance em geral e Beckham em particular "mantinham-se cheios de bebida e apresentavam projetos de lei para punir os homens que vendiam bebidas para eles", "[Beckham] venderia o mundo para chegar ao Senado", acrescentou. O apoio de Henry Watterson o editor do Louisville Courier-Journal e o representante Ben Johnson não foram suficientes para levar Stanley para a vitória. Beckham garantiu a indicação democrata por quase 7 000 votos e ganhou a vaga na eleição geral.

### Governador do Kentucky
Vários candidatos anunciaram sua intenção de buscar a indicação democrata para governador em 1915, mas até o final de agosto, apenas dois permaneceram na disputa. Stanley foi a escolha da fação anti-proibição (contra a lei-seca) do partido, enquanto superintendente de estado Harry V. McChesney representava a fação pró-proibição (favorável à lei seca), apoiados por Beckham. Stanley ganhou a nomeação com 107,585 votos a 69,722 de McChesney. Os republicanos nomearam Edwin P. Morrow um amigo particular de Stanley. Os dois viajaram ao estado juntos, muitas vezes falando no mesmo palanque eleitoral.
Stanley era um poderoso orador que usou floreios dramáticos para enfatizar seus pontos. Ele costumava afrouxar a gravata, antes de começar a falar, até o final de seu discurso chegou a jogar fora seu colete e o casaco. Em um caso desses, os candidatos debateram um imposto sobre os donos de cães de um dólar por cão. Stanley favoreceu o imposto, enquanto Morrow sustentou que a todos deveria ser permitido um cão livre de impostos. Stanley ridicularizou a ideia como "Picadeiro livre de velhos cães", muitas vezes uivava como um cão em discursos ridicularizando a proposta. Em outra ocasião, Stanley, que havia bebido muito e vomitou na frente do público enquanto Morrow falava. Quando Stanley subiu ao pódio, ele comentou: "Isso só veio mostrar o que eu venho dizendo em todo Kentucky, Edwin P. Morrow simplesmente faz mal ao meu estômago".
Os democratas estavam divididos nas primárias, mas uniram-se para apoiar Stanley na eleição geral. Os senadores Beckham e Ollie M. James apoiaram-no, bem como o governador James B. McCreary. Samuel Gompers elogiou Stanley por sua oposição aos cartéis enquanto esteve no Congresso. Apoio de capítulos locais da Federação Americana do Trabalho surgiram em seguida. Mesmo Harry McChesney, um adversário de Stanley, exortou os Kentuckinianos para votarem na legenda Democrática.
A eleição foi muito apertada para que se declarasse o vencedor na noite da eleição. Sabendo que uma eleição contestada seria decidida pela Assembleia Geral fortemente democrata, Morrow admitiu a derrota uma semana depois. Os resultados oficiais mostraram que Stanley ganhou a eleição por 471 votos, a mais apertada eleição para governador na história do Estado.
O historiador Lowell H. Harrison chamou a administração de Stanley de o ápice da era Progressiva de Kentucky. As leis mais significativas aprovadas durante a sessão legislativa de 1916 foram uma lei estadual antitruste, a proibição de companhias ferroviárias de oferecem passagens gratuitas para figuras públicas. Uma lei que definia as práticas eleitorais corruptas de candidatos exigindo prestação de contas das despesas, limitando também o valor das despesas permitidas, bem como proibindo as empresas prestadoras de serviço aos órgãos público de contribuir para qualquer campanha. Outras realizações incluíram o primeiro programa estadual de orçamento, uma lei trabalhista de compensação, que estabelecia um seguro pago ao trabalhador em caso de acidente em troca de acusação de negligência do empregador (workman's compensation law), também instituiu uma lei trabalhista aos presidiários. A medida mais progressiva não foi aprovada por apenas um voto da câmara, que era o projeto de lei que instituía o voto feminino.
Stanley chamou a Assembleia Geral para uma sessão especial em fevereiro de 1917. O motivo era a reforma do código tributário do estado, pois Stanley constatou que onerava de forma injusta os interesses agrícolas do estado. Também o Estado estava apresentando déficit orçamentário, variando de $100.000 a $700,000 dólares por ano. Ainda que Kentucky estivesse financeiramente melhor do que muitos estados, Stanley ainda tentou melhor equilibrar o orçamento. A sessão especial durou 60 dias e o legislador aprovou muitos dos projetos que ele defendia. O mais significativo criou uma comissão de tributos estaduais composta por três membros presidida por M. M. Logan. Impostos adicionais foram aprovados sobre bebidas destiladas, produção de petróleo, hipódromos e licenças corporativas (royaltys). As avaliações para efeitos de impostos sobre o valor de propriedade, que normalmente eram avaliados entre um terço até a metade do preço comum de mercado, aumentaram drasticamente. Para equilibrar este aumento, os legisladores reduziram o valor do imposto sobre certos tipos de propriedade. Com estas medidas da sessão especial ocorreu um aumento considerável de receita de governo, então a Assembleia Geral aprovou o aumento do orçamento em quase todas as áreas de governo do estado, incluindo o ensino superior. O Conselho Estadual de Saúde recebeu amplos poderes, bem como os conselhos de saúde nos condados foram estabelecidos.
A administração de Stanley foi afetada pela entrada dos Estados Unidos na Primeira Guerra Mundial. O legislativo estabeleceu e financiou um Conselho Estatal de Defesa, inobstante Stanley vetou um projeto de lei que teria proibido o ensino da língua alemã nas escolas públicas.
Como na disputa ao Senado e nas primárias para governador, a questão central também era o licor para o mandato de Stanley como governador. Embora a fação anti-proibição (anti-prohibition) declarasse proibição (Prohibition) morta após a eleição, uma emenda na legislação da "proibição" foi introduzida durante a primeira sessão legislativa seguinte. A emenda não foi aprovada por uma votação de 20-14 no Senado estadual. Em 1918, foi submetido aos eleitores do estado resultando em um emagador resultado de 95-17, em decisão conjunta da assembleia geral. Apesar de Stanley ser contra a proibição, ele apoiou a emenda 1918, a fim de resolver a questão das bebidas e dar prioridade ao Legislativo sobre outras questões. Em 1919, Kentucky foi o primeiro estado "úmido" (contra a lei-seca) para ratificar a 18ª Emenda Constitucional, que consagra a proibição na Constituição nacional.

## Senador dos Estados Unidos

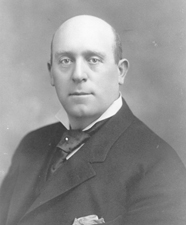
Ollie M. James, sucedido por Stanley no Senado dos Estados Unidos

Em 18 de agosto de 1918 senador incumbente Ollie M. James morreu. Stanley nomeou George B. Martin para terminar o mandato de James, que expiraria em 3 de março do ano seguinte. James já havia sido nomeado para reeleição em 1918 pelas primárias democratas, então a tarefa de selecionar outro candidato do partido coube para o Comitê Democrático do Estado, que indicou Stanley. Stanley desfrutou da vantagem de um partido democrático unido. J. C. W. Beckham apoiou Stanley para esta vaga assim como Stanley não iria desafiá-lo para seu próprio cargo quando ele enfrentasse a reeleição. Os republicanos escolheram um candidato relativamente desconhecido, o Dr. Ben L. Bruner. Stanley foi atacado por seu veto ao projeto de lei para proibir a língua alemã e por suas antigas opiniões contra a pro-temperance (movimento a favor da lei-seca). Embora o estado de ânimo fosse contra os democratas, uma carta de apoio do presidente Woodrow Wilson reforçou a campanha de Stanley, então ele derrotou Bruner por mais de 5.000 votos. Ele renunciou ao cargo de governador para assumir uma vaga no Senado em maio de 1919. Como um democrata no Senado de maioria republicana, ele exerceu pouca influência.
Quando Stanley buscou a reeleição para o cargo, em 1924, ele enfrentou uma batalha difícil. Nenhum senador do Kentucky havia sido reeleito para o mesmo cargo em mais de 40 anos (apesar de que os senadores passaram a ser eleitos pelo voto popular apenas a partir de 1914). Sua oposição à proibição (Prohibition) custou-lhe o apoio dos eleitores partidários da pro-temperance (movimento a favor da lei-seca) e do governador democrata William J. Fields. Ele também fez oposição à Ku Klux Klan, que havia se tornado uma poderosa organização no estado, por causa de sua oposição ao dogmatismo e organizações secretas. Seu oponente republicano Frederic M. Sackett garantiu o apoio da ala de Beckham do Partido Democrata. Apesar de ter seu próprio estoque privado de bebidas alcoólicas, Sackett tomou uma posição pró-temperança na campanha e foi aprovado pelo Liga Anti-Saloon (uma associação compromissada com a proibição). Também o editor do Louisville Courier-Journal, Robert Worth Bingham acrescentou seu endosso, chamando Sackett de "um dos melhores homens que eu conheço". Na eleição geral, Stanley perdeu sua vaga por quase 25.000 votos. A vitória de Sackett significava que Kentucky teria dois senadores republicanos pela primeira vez em sua história.

## Últimos anos e morte
Depois de sua derrota no Senado, Stanley retornou para sua atividade jurídica. Na eleição de 1927 para governador, ele deu seu apoio ao seu antigo adversário, J. C. W. Beckham, com a esperança de melhorar suas chances de retornar ao Senado em 1930. Mas como Beckham perdeu para o republicano Flem D. Sampson, reduziu consideravelmente as chances de Stanley na campanha para o Senado.
Em 1930, o presidente Herbert Hoover nomeou Stanley para a Comissão Mista Internacional, um órgão encarregado de resolver disputas de fronteiras entre os Estados Unidos e o Canadá. Stanley tornou-se seu presidente em 1933. Ele estava muito orgulhoso de seu serviço no Comissão,  tendo observado certa vez que em nenhum lugar na terra houve duas grandes potências vivido tanto tempo como vizinhos com tão poucas disputas. Ele atuou até 1954, quando ele renunciou sob pressão de seu próprio partido.
Stanley morreu em Washington, D. C., em 12 de agosto de 1958 e foi enterrado no Cemitério de Frankfort, em Frankfort, Kentucky. Deixou esposa, Sue (soaper) Stanley, e dois de seus três filhos, William Stanley e Augustus Owsley Stanley II. Seu neto, Augustus Owsley Stanley III (1935-2011), tornou-se um conhecido químico do LSD e financiador do Grateful Dead durante o movimento hippie.

## Ascendência
A ascendência de Augustus O. Stanley: